# Herminia (nombre)
Herminia es un nombre propio femenino de origen germano en su variante en español y significa «soldado». Deriva del nombre germánico Herman (grande, inmenso). Es la forma femenina del nombre romano Herminio.

## Equivalencias en otros idiomas
| Variantes en otras lenguas | Variantes en otras lenguas |
| -------------------------- | -------------------------- |
| Español                    | Herminia                   |
| Alemán                     | Irma                       |
| Catalán                    | Hermínia                   |
| Checo                      | Herminia                   |
| Francés                    | Herminie                   |
| Hebreo                     | נקיות                      |
| Holandés                   | Hermine                    |
| Inglés                     | Hermione                   |
| Italiano                   | Erminia                    |
| Lituano                    | Herminia                   |
| Polaco                     | Herminia                   |
| Portugués                  | Hermínia                   |
| Ruso                       | Эрминия                    |

## Santoral
La celebración del santo de Herminia se corresponde con el día 24 de diciembre.
- Datos: Q5895860
- Multimedia: Herminia (given name) / Q5895860